# THE LIVING DEAD
『THE LIVING DEAD』（ザ・リヴィング・デッド）は、BUMP OF CHICKENのインディーズ2枚目のアルバム。2000年3月25日にハイラインレコーズから発売され、メジャーデビュー後の2004年4月28日には再発盤がトイズファクトリーから発売された。収録内容は原盤・再発盤ともに一緒だが、再発盤にはリマスタリングが施されている。

## 概要
- コンセプト・アルバム。全編物語形式の楽曲で占めている。
- ほぼすべての曲の作詞・作曲・レコーディングは、1999年秋から2000年春までという比較的短い制作期間で集中的に行われた。中でもアルバム曲のレコーディング期間は約一週間程であり、メンバーはメロディも歌詞もない状態でオケの録音を行い、そのインスト音源を聴きながら藤原が後からメロディと歌詞を付けるというスタイルで作られた。「Opening」「Ending」に到っては、元々書いていた曲「プレゼント」から「Opening」「Ending」の役割を果たすために抜き出してきた。（なお、「プレゼント」は2008年に完全版がレコーディングされ、同年のアルバム『present from you』に収録している）
- 多忙なスケジュール、契約問題、その他様々な重圧に悩まされていた暗黒期であり、「その頃の俺たちのそのまま」を表す言葉として「THE LIVING DEAD」（生ける屍）と名づけられた。
- ジャケットに描かれている男性は「ラフ・メイカー」（『ダイヤモンド』のカップリング曲『ラフ・メイカー』に登場する、泣いている人を笑顔にする為に現れる謎の人物）であるという説がある。
- 本編と隠しトラック（及び空白の時間）との時間の合計が、ちょうど60分になるようにしてある。（一部の機器では「59分59秒」「59分58秒」になる。）

## 収録曲
| 全作詞・作曲: 藤原基央（※特記以外）、全編曲: BUMP OF CHICKEN。 |                                                        |                        |                        |      |
| #                                                              | タイトル                                               | 作詞                   | 作曲・編曲             | 時間 |
| 1.                                                             | 「Opening」                                            | 藤原基央 （※特記以外） | 藤原基央 （※特記以外） | 1:02 |
| 2.                                                             | 「グングニル」                                         | 藤原基央 （※特記以外） | 藤原基央 （※特記以外） | 3:56 |
| 3.                                                             | 「ベストピクチャー」(※作詞: 藤原基央 / 作曲: 直井由文) | 藤原基央 （※特記以外） | 藤原基央 （※特記以外） | 4:40 |
| 4.                                                             | 「続･くだらない唄」                                    | 藤原基央 （※特記以外） | 藤原基央 （※特記以外） | 5:13 |
| 5.                                                             | 「ランプ」                                             | 藤原基央 （※特記以外） | 藤原基央 （※特記以外） | 4:35 |
| 6.                                                             | 「K」                                                  | 藤原基央 （※特記以外） | 藤原基央 （※特記以外） | 3:54 |
| 7.                                                             | 「リリィ」                                             | 藤原基央 （※特記以外） | 藤原基央 （※特記以外） | 5:35 |
| 8.                                                             | 「Ever lasting lie」                                   | 藤原基央 （※特記以外） | 藤原基央 （※特記以外） | 8:37 |
| 9.                                                             | 「グロリアスレボリューション」                         | 藤原基央 （※特記以外） | 藤原基央 （※特記以外） | 3:13 |
| 10.                                                            | 「Ending」                                             | 藤原基央 （※特記以外） | 藤原基央 （※特記以外） | 1:14 |
| 合計時間:                                                      | 合計時間:                                              | 41:59                  |                        |      |

| 全作詞・作曲: BUMP OF CHICKEN。 |                     |                 |                 |
| #                               | タイトル            | 作詞            | 作曲・編曲      |
| 1.                              | 「THE LIVING DEAD」 | BUMP OF CHICKEN | BUMP OF CHICKEN |

### 楽曲解説
1. Opening
独立した楽曲としては発表された中で最も短い。ある人物（ラフ・メイカーであると藤原自身が明言している。）が、泣いている「君」に語りかけてくる。本作は、この人物が持ってきた「いくつかの物語」という構成。アコースティックギター2本で作られた曲。『present from you』収録の「プレゼント」の一部。
2. グングニル
「グングニル」は北欧神話の主神オーディンが持つ最強の槍。
FLASHアニメの題材としての無断使用もあり、認知度の高い楽曲である[1]。
3. ベストピクチャー
発表された全楽曲で唯一、藤原ではなく直井が単独で作曲している。
ドラマ「天体観測」挿入歌。
仮タイトルは『羨ましい』。
4. 続･くだらない唄
この曲で歌われている場所は、メンバーの故郷である佐倉市に実在する宿内公園ではないかと言われている（歌詞中のタンポポ、桜、湖（印旛沼）などとも一致）。「グロリアスレボリューション」のPVでも少し登場する。
5. ランプ
1stシングル（現在廃盤）。なお、シングルでは「LAMP」という表記であるが、曲自体は全く同じ。
6. K
黒猫を主人公にした物語風の曲。一応冬の曲だが、季節を問わずライブで演奏される。「Guitar Freaks V」や「Drum Mania V」（コナミデジタルエンタテインメントによるアーケードゲーム）にロングバージョンとして収録されている（V4では収録を見送られた）。
FLASHアニメの題材に無断で使われたこともあって[1]ファンからの人気が高い曲であり、ベストアルバム『BUMP OF CHICKEN I ＜1999-2004＞』にも収録された。
2023年4月13日、ライブハウスツアー「Silver Jubilee」東京公演のライブ映像が公開された。
7. リリィ
藤原自身が「ラブソングだ」と公言している、数少ない「公式」ラブソング。歌詞中の「大言壮語も吐いてやろう」は「バトルクライ」の歌詞で、メロディも「バトルクライ」と同一。
8. Ever lasting lie
8分以上に及ぶ大作。7thシングル「アルエ」のカップリングに、アコースティックバージョンが収録されている（こちらが全楽曲中最長の曲）。「ゴスペルがやりたかった」と藤原が語っていたという話もある。数分もある間奏部分は、長い時の流れを表現しているといわれる。
9. グロリアスレボリューション
PV集『ビデオポキール』にて前倒し発表された。英語歌詞時代の楽曲で、後に日本語の詞が付けられた。ライブでは本編の最後に演奏されることが多い。このアルバムにおける最後の「物語」。ちなみに、イギリスの名誉革命は英語でGlorious Revolutionという。 この曲のPVは直井の実家「おおいわ」で撮影された。この曲のレコーディング時に藤原は寝不足が祟って鼻声のまま歌った。
10. Ending
「Opening」で登場した人物が｢いくつかの物語｣を読み終わった「君」に語りかけてくる。こちらもアコースティックギター2本で作られた曲。『present from you』収録の「プレゼント」の一部。

- 隠しトラックに「THE LIVING DEAD」（作詞・作曲:BUMP OF CHICKEN）が収録されている。一般的な「歌」ではなく、演奏が流れつつ増川がひたすらイジられているという内容のもの。